# سید محسن فاطمی
سید محسن فاطمی روان‌شناس، مدرس، منتقد فیلم، نویسنده و مترجم ایرانی است.دكتر فاطمى استاد کمکی دپارتمان روانشناسى دانشگاه يورک است و در اين دپارتمان تدريس مى‌كند.
دكتر فاطمى دريافت كننده جايزه بين‌المللى Ellen Langer در حوزه Mindfulness حضور پويا در لحظه مى‌باشد. وی نزدیک به شصت اثر به زبان‌های انگلیسی و فارسی تألیف کرده و سخنران کلیدی بسیاری از کنفرانس‌های بین‌المللی بوده است. او همچنین عضو انجمن روان‌شناسی آمریکا (APA) است و در اجلاس سالیانۀ این انجمن بارها سخنرانی کرده است. 
آثار اخیر دکتر فاطمی توسط انتشارات‌ جان وایلی و پسران, اشپرینگر ساینس, انتشارات دانشگاه کمبریج, دانشگاه آکسفورد, روتلج, Templeton, پالگریو مک‌میلان, Lexington, انجمن روان‌پزشکی آمریکا, انجمن روان‌شناسی آمریکا (APA) به چاپ رسیده است.
مجله Scientific American كه قديمی‌ترين ماهنامه آمريكا در حوزه دستاوردهاى جديد دانش محسوب مى‌شود و مقالات اشخاصى مانند آلبرت انيشتین در آن به چاپ رسيده است؛ كار جديد دکتر فاطمی و Kirk J. Schneider رئيس بخش روانشناسى انسان‌گراى انجمن روانشناسى آمريكا (APA) در زمينه ذهن دوقطبى كه به پژوهش‌هاى جديد در حوزه روانشناسى ذهن و آثار آن مى‌پردازد را چاپ كرده است.

## پیشینه علمی و کاری
دکتر فاطمی دورهٔ فوق دکتری روان‌شناسی اجتماعى/بالينى با تمركز بر حضور پويا در لحظه را در دانشگاه هاروارد زیر نظر پرفسور Ellen Langer گذرانده‌ و سمت‌هاى Teaching Fellow, Associate و فلو را در دانشگاه هاروارد داشته است.
علاوه بر تدريس در دانشگاه هاروارد، دکتر فاطمی در دانشگاه ماساچوست و مدرسه عالی روانکاوی بُستن، دانشگاه وسترن واشنگتن، دانشگاه تورنتو، دانشگاه بریتیش کلمبیا، كالج انديكات و دانشگاه یورک کانادا در حوزه‌های مختلف روانشناسى تدریس کرده است. او همچنین به عنوان هيأت علمى دانشگاه فردوسى و مدير ميز آمريكاى شمالى این دانشگاه فعالیت داشته است. 
وی علاوه بر تحصیلات آکادمیک، چندین سال از محضر صاحب‌نظران حوزه فلسفه و عرفان اسلامی از جمله علامه محمدتقی جعفری بهره برده است.
دکتر فاطمی سخنرانی‌های متعددی داشته است که یکی از آن‌ها سخنران کلیدی در هشتمین کنفرانس اروپایی روانشناسی مثبت‌گرا در فرانسه بود که در سی ژوئن ۲۰۱۶ با حضور هشتصد شرکت کننده از کشورهای مختلف اروپایی و آمریکا برگزار شد. به گزارش خبرنگار مهر، بسیاری از حضار، این سخنرانی را به عنوان سخنرانی تکان دهنده مغزها توصیف کرده‌اند. او همچنین در صد و بیست و پنجمین اجلاس سالانه انجمن روانشناسی آمریکا به ارائه سخنرانی در خصوص بحران در روانشناسی آمریکا، روانشناسی مبتنی بر نگاه اسلام و آثار آن بر دنیای امروز پرداخت. دکتر فاطمی به عنوان یکی از چهار سخنران کلیدی در حوزه ذهن و روان در بیست و سومین کنفرانس انجمن بین‌المللی تحقیقات نوروفیدبک به ایراد سخنرانی پرداخت. دیگر سخنرانی‌های او به موضوعاتی از قبیل روانشناسی عشق و تفکر خلاق اختصاص دارد.